# 光华睑虎
光华睑虎（学名：Goniurosaurus kwanghua）一种于中华人民共和国海南岛发现的爬行动物，隶属于睑虎科洞穴睑虎属。本种是华东师范大学的研究人员于2018年暑假在海南岛进行昆虫考察时发现，种加词取自华东师范的前身学校之一光华大学的校名，以纪念校史上一大批著名的动物学家们曾经作出的贡献。其模式标本保藏于华东师大生物博物馆，是首个保藏于上海的陆生脊椎动物模式标本。